# العلاقات العراقية الصربية
العلاقات العراقية الصربية وهي العلاقات الثنائية بين دولتي العراق و صربيا، حيث لدى العراق سفارة في مدينة بلغراد، ولدى صربيا سفارة في مدينة بغداد.
تاريخ العلاقات بين البلدين يعود إلى زمن النظام السابق في العراق وإلى أيام حكم جمهورية يوغسلافيا الاشتراكية الاتحادية حيث كان البلدين حليفان، وكانت يوغسلافيا تدعم العراق بالأسلحة حيث دعمت العراق بالكثير من الأسلحة في أثناء الحرب العراقية الإيرانية، كما أنها لم تقطع علاقاتها عن العراق بعد غزو العراق للكويت في سنة 1990 حيث فضلت الحل السلمي لحل النزاع، كما كانت ضد قرار غزو العراق، ما زالت صربيا تتمتع بعلاقات جيدة مع العراق حيث اتفق رئيس الوزراء العراقي نوري المالكي على شراء مجموعة من الأسلحة من صربيا في عام 2010.